# Psychotria brevipedunculata
Psychotria brevipedunculata är en måreväxtart som beskrevs av Johannes Müller Argoviensis. Psychotria brevipedunculata ingår i släktet Psychotria och familjen måreväxter. Inga underarter finns listade i Catalogue of Life.